# Жмеринка-Подольская
Жме́ринка-Подо́льская (укр. Жме́ринка-Поді́льська) — станция Жмеринской дирекции Юго-Западной железной дороги Украины, расположенная на западной окраине города Жмеринка Винницкой области. Входит в жмеринский железнодорожный узел. От остановочного пункта отходят линии на Гречаны и Могилёв-Подольский, а также ветка к станции Браилов в обход Жмеринки. Расстояние до станции Жмеринка — 4 км, до станции Гречаны — 102 км, до станции Могилёв-Подольский — 110 км.
Открыта в 1914 году. До 1973 года носила название Подольский Пост. 
На станции Жмеринка-Подольская располагается производственная база путевой машинной станции № 79.